# Gunnar Ahlbom

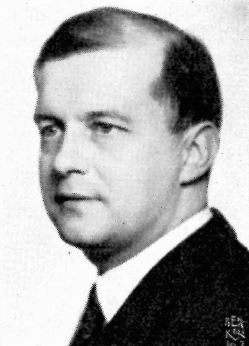
Gunnar Ahlbom.

Gunnar Vilhelm Ahlbom, född 15 januari 1905 i Södertälje stadsförsamling, död 22 mars 1978 i Hudiksvalls församling, var en svensk läkare.
Ahlbom, som var son till trädgårdsmästare Vilhelm Ahlbom och Edla Widlund, blev efter studentexamen i Södertälje 1923 medicine kandidat 1927 och medicine licentiat 1931 vid Karolinska institutet. Han var assistentläkare, t.f. andre underläkare och extra läkare vid Södertälje lasarett 1931–1933, extra läkare där under åtta månader 1934, underläkare vid Mölndals lasarett 1934–1937, e.o. underläkare och vikarierande underläkare vid Serafimerlasarettets öronpoliklinik 1937–1938, extra läkare vid Gävle lasaretts öronavdelning 1938, underläkare där 1939–1940, förste underläkare vid Sabbatsbergs sjukhus öronklinik 1941–1943, extra läkare vid Hudiksvalls lasarett 1943–1946, t.f. lasarettsläkare vid öronkliniken där 1947 och överläkare där 1947–1972. Han var lasarettets styresman 1956–1967 och chefsläkare 1968–1972.
Ahlbom var sekreterare i Hälsinglands läkareförening 1948–1956 och dess ordförande 1956–1968. Han var ledamot av Hudiksvalls stadsfullmäktige 1959–1970 samt av Gävleborgs läns landsting 1958–1962 och 1967–1970. Han ägnade sig även åt violinspel och var ordförande i Hudiksvalls stads musiknämnd 1966–1970, i Hudiksvalls orkesterförening 1966–1975 och i Hudiksvalls musikaliska sällskap 1970–1972.